# 대한민국의 아이돌 그룹 목록 (2000년대)
다음은 2000년대에 데뷔한 대한민국의 아이돌 그룹 목록이다. 

## 목록
- 샤크라
- 샤모니
- 에스지
- 파파야
- 오션
- 플래티넘
- 케이팝
- 디베이스
- 쥬얼리
- 데이지
- 투야
- 알
- 보이스코
- 키스
- 밀크
- 블랙 비트
- 제이워크
- 파이브
- 슈가
- 스위티
- 러브
- 데자부
- 동방신기
- 버즈
- 에스
- 제이엔씨
- 트랙스
- 엘프
- 제이하트
- 컬러링 베이비 7공주
- 레드삭스
- 슈퍼주니어
- 파란
- 더블에스오공일
- 키스 파이브
- 천상지희
- 오렌지
- 배틀
- 빅뱅
- 씽
- 브라운 아이드 걸스
- 에이시아
- 초신성
- 티맥스
- 에프티 아일랜드
- 카라
- 리브
- 써니힐
- 원더걸스
- 소녀시대
- 유키스
- 스매쉬 (토니 & 스매쉬)
- 에이스타일
- 샤이니
- 2AM
- 투피엠
- 슈아이
- 엠블랙
- 비스트
- 투애니원
- 포미닛
- 티아라
- f(x)
- 햄
- 시크릿
- 레인보우